# ゆうどきネットワークとやま
ゆうどきネットワークとやまは、NHK富山放送局で2006年4月から2007年3月に放送された富山県向け情報番組である。

## 概要
2004年10月、NHK富山では県域放送の充実を図るため、同年4月から開始した18時台のニュース・情報ワイド「イブニングアクセス富山」に加え、17時台に新情報番組「とやま　夢・航海」を含めたコンプレックスワイド「デジタル連峰」を開始した。
その後県域放送の見直しを図ったため、2006年3月で17時台のワイド放送を終了。（デジタル連峰は18時台の番組のサブタイトルとして残る）それに代わる編成として、同年4月から17:15から17:30まではゆうどきネットワークを東京から、次いで17:30から17:50まではゆうどきネットワーク東海・北陸をNHK名古屋放送局からそれぞれネット受けを行い、17時台の県域向け番組は17:50からの10分間に縮小して放送することになった。
しかし、わずか1年後の2007年3月を持って、東京からのネット受けの時間を18時までの45分に拡大したためにローカル放送が廃止され、この番組もそれを受けて終了となった。